# Dubé Settlement
Dubé Settlement est une communauté non incorporée du comté de Restigouche au nord de la province canadienne du Nouveau-Brunswick. Le village a le statut de DSL. Il fait partie de la paroisse civile d'Addington.

## Annexe